# Resident Evil 2
Resident Evil 2 – gra video z gatunku survival horror, która jest kontynuacją przeboju wydanego wcześniej na konsolę PlayStation – Resident Evil. Za sequel również odpowiada japońskie studio Capcom, które wydało grę na kilka platform: PlayStation, Game.com, Nintendo 64, Dreamcast, GameCube, a także komputery osobiste.

## Fabuła
Akcja części drugiej rozgrywa się kilka miesięcy po wydarzeniach znanych z części pierwszej. Tylko na pewien okres Raccoon City znów stało się spokojnym miastem. Pewnego jednak dnia prawie wszyscy mieszkańcy zaczęli zmieniać się w krwiożercze zombie. Dokładnie w tym samym czasie do Raccoon City przyjeżdża początkujący policjant Leon S. Kennedy, oraz młoda Claire Redfield, która chce odnaleźć w mieście swojego zaginionego brata. Razem spotykają się w centrum miasta i postanawiają przeciwstawić się hordzie niebezpiecznych zombie. Poprzez niespodziewany zbieg okoliczności zostają rozdzieleni, i ich jedynym ratunkiem pozostaje Komisariat Policji, w którym rozpocznie się ich największy koszmar. W zależności od wybranego scenariusza, bohaterowie spotykają na swojej drodze różne postacie, które zdają się mieć związek z wydarzeniami dziejącymi się w mieście.

## Rozgrywka
W "Resident Evil 2" zastosowano tę samą grafikę (pre-renderowane tła) oraz sposób ustawienia kamer, jakie były wykorzystane w pierwowzorze. Każda z dwóch postaci ma osiem slotów w ekwipunku, który w trakcie rozgrywki może powiększyć do dziesięciu. W przeciwieństwie do części pierwszej, w drugiej wybór postaci nie zależy od poziomu trudności – każdy scenariusz znajduje się na osobnej płycie i przed włączeniem gry, jest możliwość wyboru poziomu trudności. Obydwie grywalne postacie mają dwa scenariusze, które łączą się ze sobą; przykładowo: Po przejściu (scenariusza) Leona A, zostanie odblokowany Claire B, który fabularnie łączy się tylko z Leonem A. Tak samo po przejściu Claire A: zostanie odblokowany Leon B, który łączy się fabularnie tylko z Claire A. Właśnie ten typ scenariuszowy – Claire A i Leon B – jest uznawany za kanoniczny dla serii i bohaterów.

## Postacie
- Leon S. Kennedy – jeden z protagonistów gry. Leon jest początkującym policjantem, który pierwszy dzień służby odbył przybywając do Raccoon City i przeciwstawiając się hordzie zombie. Zaprzyjaźnia się z Claire, z którą chce odnaleźć w mieście jak najwięcej ocalonych ludzi.
- Claire Redfield – jedna z protagonistek gry. Claire jest młodszą siostrą Chrisa Redfielda – bohatera części pierwszej – która przyjeżdża do Raccoon City by go odnaleźć. Zaprzyjaźnia się z Leonem i razem z nim współpracuje.
- Ada Wong – występuje tylko w scenariuszu Leona, jest także tam postacią grywalną. Ada przyjechała do Raccoon City by odnaleźć swojego chłopaka Johna, po którym słuch zaginął.
- Sherry Birkin – dwunastoletnia dziewczynka, która głównie występuje w scenariuszu Claire i dodatkowo w zakończeniu obydwu bohaterów. Została wysłana na Komisariat Policji przez matkę, która uznała, że tam córka będzie bezpieczniejsza. Przez pewien czas nie ufa Claire i ucieka przed nią. Jest także postacią grywalną.
- Dr. Annette Birkin – drugoplanowa bohaterka obydwu scenariuszy. Annette pracuje jako naukowiec dla Korporacji Umbrella, kilka razy bezskutecznie próbowała zastrzelić bohaterów. Jej mąż jest twórcą groźnego wirusa zamieniającego ludzi w zombie.
- William Birkin – drugoplanowy bohater obydwu scenariuszy. Jest twórcą groźnego wirusa zamieniającego ludzi w zombie i on głównie jest odpowiedzialny za wszystkie wydarzenia w mieście. Korporacja Umbrella wysłała swoich agentów by odebrać mu Wirusa, lecz zdąża on wstrzyknąć go do swojego ciała.
- Ben Bertolucci – drugoplanowa postać scenariusza Leona. Ada i Leon spotykają Bena w więzieniu. Sam zamknął się w celi w obawie przed zombie, i pomimo iż zaprzyjaźnia się z bohaterami, nie chce opuścić swojego azylu.
- Brian Irons – szef policji w Raccoon City, drugoplanowa postać scenariusza Claire. Bohaterka spotyka go w jego gabinecie, w którym siedział nad zwłokami martwej córki burmistrza, która stała się zombie. Z czasem wychodzą na jaw jego powiązania z Korporacją Umbrella.
- Marvin Branagh – epizodyczna postać obydwu scenariuszy. Czarnoskóry funkcjonariusz Branagh jest pierwszą osobą, jaką bohaterowie spotykają na komisariacie Policji. Został śmiertelnie zaatakowany przez zombie, lecz zdąża pomóc bohaterom dając im kartę do otwarcia głównych drzwi na komisariacie.
- Robert Kendo – epizodyczna postać obydwu scenariuszy. Kendo jest pierwszą osobą spotkaną przez bohaterów po ich rozdzieleniu. Jego postać pojawia się w sklepie z bronią, gdzie próbował zastrzelić bohaterów, lecz chwile potem postanawia im pomóc w walce z zombie. Zostaje przez nich zjedzony.
- HUNK – nazwa komandosa pracującego dla korporacji Umbrella, któremu udało się przeżyć atak zmutowanego Williama Birkina. Grywalny bohater dodatkowego scenariusza.

## Wersje gry

### Wersje regionalne
Wersje gry wydane w Stanach Zjednoczonych i Europie są takie same – obydwie niczym się od siebie nie różnią. Spore zmiany ma jednak wersja gry wydana w Japonii – oprócz wydania jej pod tytułem Biohazard 2, w grze obniżono znacznie poziom trudności, ułatwiając pewne aspekty rozgrywki – min. zmiany w inwentarzu i zastosowanie auto-celowania. Poziom trudności Normal jest taki sam, co poziom Easy w wersjach amerykańskiej i europejskiej.

### Pierwsze wydanie
Pierwsze wydanie "Resident Evil 2" na PlayStation zawiera dwa główne scenariusze Leona i Claire, a także dodatkowy HUNKa i bonusowy Tofu. Nie ma natomiast kompatybilności z analogami w padzie, oraz trybu Battle Mode.

### DualShock Version
Wersja ta ukazała się kilka miesięcy po pierwszym wydaniu, również na PlayStation. Zawiera ona możliwość obsługi analogów w padzie, oraz co za tym idzie – wibracje. Posiada wszystkie dodatki co pierwotna wersja i dodatkowy tryb Extreme Battle, którego w pierwszym wydaniu nie ma. Dodano również system rankingu dla bonusowych mini-gier.

### Resident Evil 2 Platinum
PC-towa wersja "Platynowa", wydana rok po premierze pierwszego wydania na PlayStation, posiada wszystkie dodatki co wersja "DualShock" na PlayStation. Dodatkowo dodano Gallery Mode oraz trzeci poziom trudności: Hard.

### Sega Dreamcast
Wersja gry na konsolę Dreamcast została wydana w Japonii pod tytułem "Biohazard 2: Value Plus", w pozostałych regionach zachowała oryginalny tytuł. Gra posiada wszystkie dodatki co pozostałe wersje, oraz jest kompatybilna z kartą pamięci konsoli – VMU. W ramach bonusu, sprzedawano grę wraz z demem Resident Evil Code: Veronica.

### Nintendo 64
Na potrzeby kompresji gry, zastosowano największy cart w historii konsoli, który ma 512 megabitów. Konwersji dokonało Angel Studios. "Resident Evil 2" na PlayStation ukazał się na dwóch płytach CD, a zwykły kartridż nie ma nawet połowy tej objętości, co znacznie odbiło się na grafice i muzyce, w tym również zostały poucinane filmy (wszystkie scenariusze Leona i Claire, oraz HUNKa i Tofu zostały zachowane). Ta wersja gry jest pozbawiona trybu Extreme Battle, lecz Capcom postanowił zrekompensować ten fakt, i dodano tryby niespotykane w innych wersjach: możliwość wyboru koloru krwi, wybór stopnia brutalności, tryb samowolnego rozmieszczenia wszystkich przedmiotów, oraz dźwięk w trybie surround.

### GameCube
Wersja gry na konsolę GameCube została wydana 5 lat po wydaniu pierwotnej wersji. Posiada wszystkie dodatki co wersja "DualShock", dodatkowo jest możliwość ominięcia wstawek filmowych i znacznie poprawiono grafikę.

### Game.com
Wersja gry na Game.com znacząco różni się od pozostałych wersji, głównie dlatego, że nie jest rozwinięta fabularnie jak na oryginalnych konsolach. Cała gra (będąca w trybie monochromatycznym) polega na walczeniu z przeciwnikami i przechodzeniu od levelu do levelu. Została wydana tylko w Japonii i Stanach Zjednoczonych.

## Dodatki

### The 4th Survivor
Dodatkowy scenariusz zatytułowany The 4th Survivor (pol. 4ty Ocalały), jest dostępny po ukończeniu scenariuszy Leona i Claire. Głównym bohaterem tego scenariusza jest jeden z komandosów korporacji Umbrella, nazwany HUNK, któremu udało się przeżyć atak zmutowanego Williama Birkina. Będąc w posiadaniu próbki Wirusa G, próbuje on wydostać się z kanałów na posterunek policji, gdzie czekać na niego będzie helikopter z oddziałem Umbrelli.
The 4th Survivor to gra z trybem czasowym, którego wynik rankingu zależy od szybkości przejścia scenariusza. Wydarzenia w tej mini-grze są kanoniczne dla serii.

### The Tofu Survivor
Bonusowy scenariusz The Tofu Survivor (oryg. THE 豆腐 Survivor, pol. Tofu Ocalały) to parodia scenariusza HUNKa, który polega dokładnie na tym samym – przejść przez kanały na posterunek policji, i dojść do punktu dotarcia do helikoptera. HUNK jednak nie jest bohaterem tego dodatku, tylko biały serek Tofu, wyposażony tylko w nóż. Gdy zostanie zraniony, jego kolor z białego zacznie zmieniać się na różowy, czerwony kolor oznacza krytyczny stan zdrowia. Dodatkowo, gdy Tofu zostanie zaatakowany przez zombie lub inne potwory, krzyczy różne słowa w języku japońskim.
The Tofu Survivor jest bonusowym dodatkiem, nie jest kanonicznym dla serii.

### Extreme Battle
Dodatkowy tryb dostępny w wznowionych wydaniach gry na PlayStation, oraz na wszystkich pozostałych konsolach (prócz Nintendo 64). W grze dostępne są cztery postacie – Leon Kennedy, Claire Redfield, Ada Wong i Chris Redfield (z Resident Evil) – każdy z nich posiada inne bronie. Tryb ten jest podzielony na trzy etapy – laboratorium, kanały i posterunek policji. Dwa pierwsze etapy polegają na zwyczajnym przejściu lokacji i zabijaniu wszelkich napotkanych potworów, trzeci natomiast na znalezieniu czterech bomb rozmieszczonych w losowych miejscach na posterunku policji. Tryb ten zawiera końcowy ranking, oraz trzy poziomy trudności.

## Głosy
| AKTOR           | POSTAĆ                        |
| --------------- | ----------------------------- |
| Paul Haddad     | Leon S. Kennedy               |
| Alyson Court    | Claire Redfield               |
| Sally Cahill    | Ada Wong                      |
| Jennifer Dale   | Dr. Annette Birkin            |
| Lisa Yamanaka   | Sherry Birkin                 |
| Rod Wilson      | Ben Bertolucci                |
| Gary Krawford   | Szef Brian Irons Robert Kendo |
| Diego Matamoros | Dr. William Birkin            |